# Kelet-Kasai tartomány (2009)
A Kelet-Kasai tartomány (Province du Kasai-oriental) a Kongói Demokratikus Köztársaság 2005-ös alkotmánya által létrehozott közigazgatási egység. Az alkotmány 2009. február 18-án, 36 hónappal az alkotmányt elfogadó népszavazás után lép hatályba. Az új alkotmány a jelenlegi Kelet-Kasai tartományt három részre osztja fel, melyeknek egyike lesz az új Kelet-Kasai tartomány,  mely jelenleg körzeti státuszt élvez. A tartomány az ország déli részében fekszik. Fővárosa Mbuji-Mayi. A tartomány nemzeti nyelve a csiluba.

## Története
A Kelet-Kasai tartományban a Luba törzs emberei élnek. Kongó más etnikai csoportjaival való súrlódásaik és egyes belga üzleti körök támogatása, melyek bányászati koncessziójuk meghosszabbítását remélték, a Dél-Kasai tartomány elszakadásához vezetett, nem sokkal Kongó függetlenségének 1960-as kikiáltása után. A kongói kormány 1961 szeptemberében visszafoglalta a tartományt. A Dél-Kasaiban 1962 tavaszáig folyó „béketeremtés” során több ezer ember vesztette életét.
Mbuji-Mayi (korábban Bakwanga), a Kelet-Kasai tartomány fővárosa, a Sankuru folyó partján fekszik. A város a Luba terület üzleti központja, a Kongói Demokratikus Köztársaságban termelt ipari gyémánt többségét itt hozzák felszínre. Az a körzet, melyben Mbuji-Mayi fekszik, a világ ipari gyémánt termelésének egytizedét termeli, a bányászatot a Société Minière de Bakwanga irányítja. A Mbuji-Mayi környéki lelőhelyeken található a világ legnagyobb gyémánt-felhalmozódása. Miután Kongó 1960-ban elnyerte függetlenségét, a város lakossága gyorsan növekedésnek indult, mivel a Luba emberek az ország más körzeteiből ide vándoroltak. Mbuji-Mayi 1960 és 1962 között a szakadár Dél-Kasai bányászállam fővárosa volt, az államfő Albert Kalonji volt.

## Területi felosztása
A tartomány körzetei az új alkotmány szerint:
- Tshilenge
- Mbuji-Mayi
- Kabeya-Kamwanga
- Katanda
- Lupatapata
- Miabi

## Külső hivatkozások
- Kelet-Kasai tartomány körzeti felosztása
- A Kongói Demokratikus Köztársaság tartományai és azok vezetői